# 피에르 몽퇴

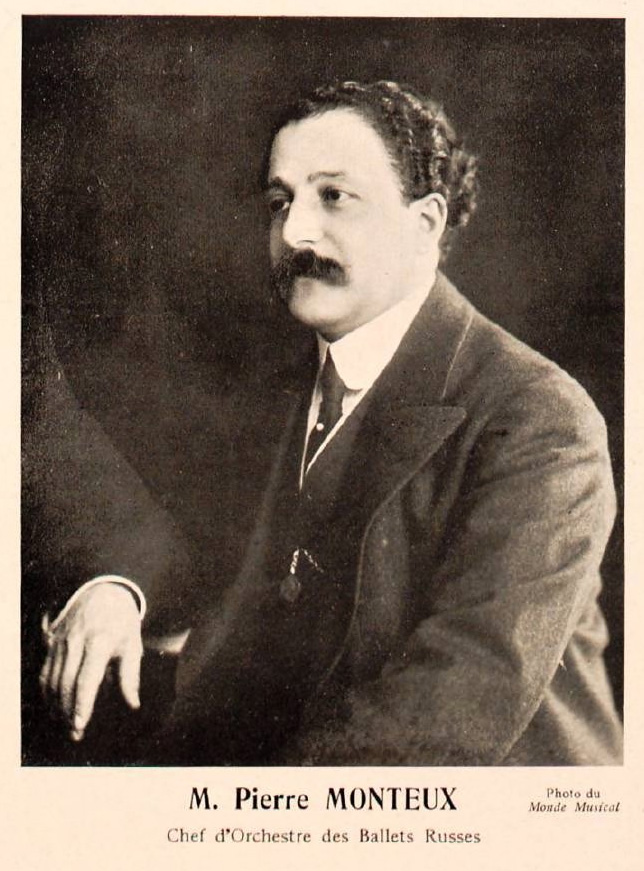
1912년 경

피에르 몽퇴(Pierre Monteux, 1875년 4월 4일 ~ 1964년 7월 1일)는 프랑스의 명지휘자이다., 특히 현대음악의 초연에 공적이 있다. 파리 태생으로 동지의 음악원에서 바이올린을 전공했으며, 졸업 후에도 바이올린 주자로서 활약했으나, 32세 때에 지휘자로 전환하여 콩세르 콜론에 처음으로 등장하였다. 1911년에 디아길레프(1872-1929)가 주재하는 러시아 발레단의 지휘자가 된 다음부터는 스트라빈스키의 <페트루슈카>, <봄의 제전>, 라벨의 <다프니스와 크로에>를 위시하여 현대곡의 초연을 폭넓게 다루었다. 그 후 메트로폴리탄가극장, 보스턴 교향악단 등 미국의 악단에서도 활약하는 한편, 유럽에서는 암스테르담 콘세르트헤보우 관현악단과 파리 교향악단 등에서 업적을 계속 쌓았으며, 1935년에 취임한 샌프란시스코 교향악단에는 18년간이나 재임하여 일류 교향악단으로 끌어올렸다. 그 후 한때 런던 교향악단의 지휘자가 되었던 일도 있었다. 89세의 나이로 미국 메인주의 조그만 마을 헝콕에서 눈을 감았다. 그의 이름은 현대음악의 초연자로서 음악사상 불멸의 광채를 지니고 있으나, 그 연주의 특징은 20세기에 들어와서부터 나타난 지휘자들에 비하면, 낭만주의 시대의 여광(餘光)을 풍성하게 간직한 매우 대범하고 표정적인 것이다. 그러나 결코 정서에 빠져들어가는 일이 없고, 항상 굳건한 자세로 연주를 이끌고 가는 점이 그의 활동의 깊이와 레퍼토리가 넓은 원인이었다. 프랑스의 지휘자인 만큼 프랑스 작품에 뛰어난 것은 물론이지만 독일 작품도 훌륭하며, 베토벤 및 브람스 등 일류급의 연주를 하였다. 근대 및 현대 작품에 대한 정평은 러시아 발레단 시대 이래 부동의 것이다.